# شيريكاوا
شيريكاوا قبيلة من سبع قبائل أمريكية أصلية ذات صلة بالثقافة الاجتماعية في جنوب غرب الولايات المتحدة، والتي تشمل شيريكاوا وجيكاريلا وليبان ومسكاليرو وسالينيرو
والسهول وأباتشي الغربية. أمريكيون أصليون، يتركزون في السهول العظمى الجنوبية وجنوب غرب الولايات المتحدة. كانت شيريكاوا ذات صلة ثقافية بشعب الأباتشي، وشاركتهم تاريخيًا في منطقة مشتركة، ولغة، وعادات، وعلاقات عائلية متشابكة. في فترة وصول الأوروبيين، كان لديهم إقليم بمساحة 15 مليون فدان (61 ألف كيلومتر مربع) جنوب غرب المكسيك وجنوب شرق أريزونا في الولايات المتحدة وفي سونورا الشمالية وشيواوا في المكسيك.
يندرج شعب شيريكاوا ضمن قبيلتين معترف بهما فدراليًا في الولايات المتحدة: قبيلة فورت سيل أباتشي، الواقعة قرب أباتشي بولاية أوكلاهوما مع محمية صغيرة خارج ديمينغ بولاية نيو مكسيكو، وقبيلة مسكاليرو أباتشي التابعة لمحمية مسكاليرو قرب رويدوسو بولاية نيو مكسيكو. كمان تأوي قبيلة سان كارلوس أباتشي بولاية أريزونا شعبًا من قبيلة شيريكاوا أباتشي أيضًا.

## الثقافة والتنظيم
عرفت عدة فرق تابعة من شعوب قبائل الأباتشي بكونها من الشيريكاوا على نحو غير صحيح. شملت تلك الفرق: التشوكونين (الصحيح هو: تسوكانيندي)، والتشيهين (الصحيح هو:
تشيهيندي)، والنيدناي والبيدونكوهي (الصحيح هو: كلاهما نينداهي). يشار إلى جميعهم اليوم باسم شيريكاوا، لكنهم لم يكونوا تاريخيًا فرقة واحدة أو قسم أباتشي نفسه، ويُعرف جميعهم بشكل أكثر صحة باسم «أباتشي الوسطى».

امتدت فرق ومجموعات أخرى كثيرة من الناطقين باللغة الأباتشية إلى شرق أريزونا وجنوب غرب الولايات المتحدة. تشاركت الفرق التي تجمعت تحت مفهوم شيريكاوا اليوم تاريخًا كبيرًا معًا: إذ تزاوجوا وعاشوا سويًا، حاربوا بعضهم البعض في بعض الأحيان. شكل هؤلاء تحالفات قصيرة الأجل إلى جانب أخرى طويلة الأجل جعلت العلماء يصنفونهم كشعب واحد.

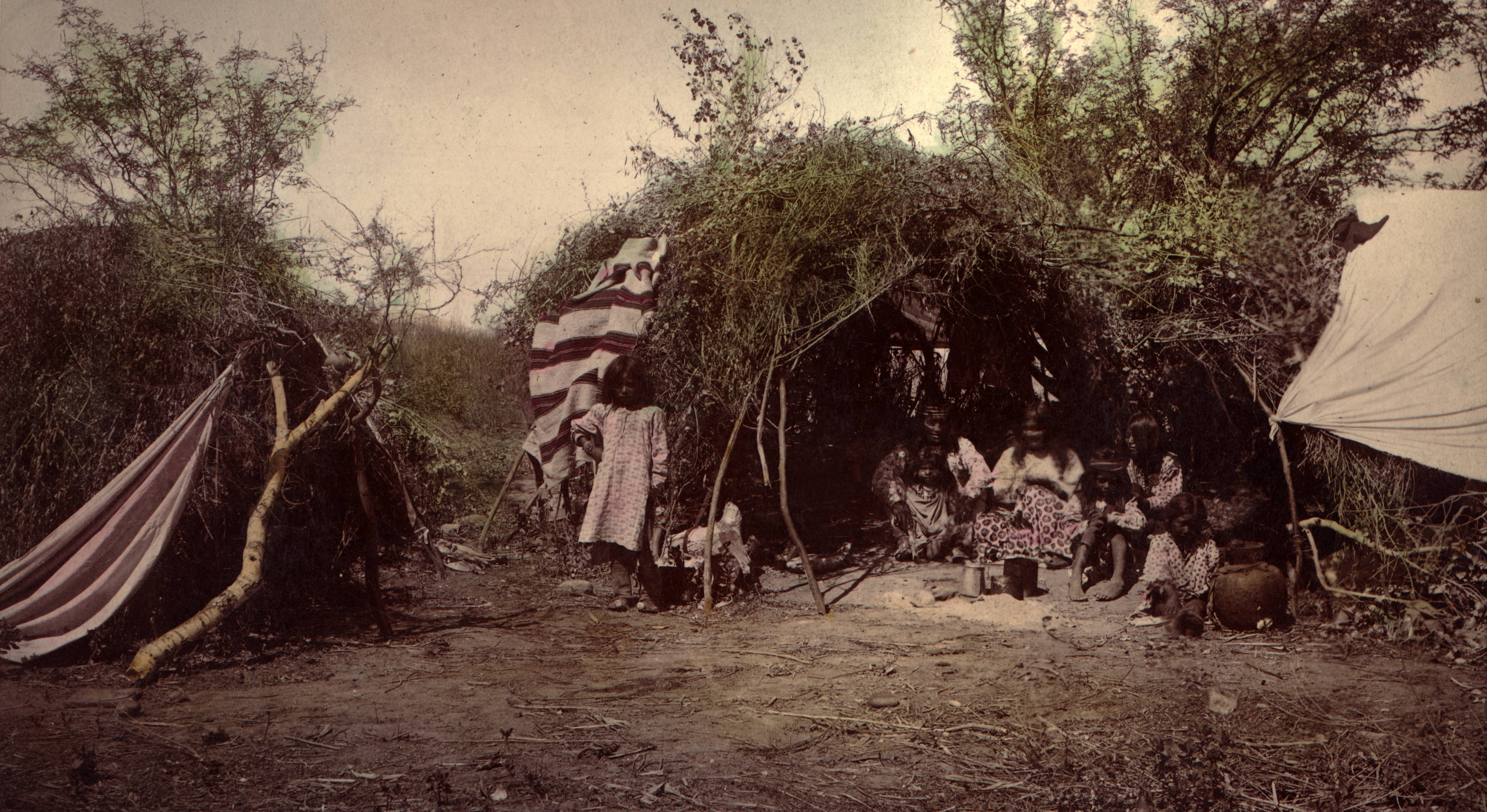
الشيركاوا في مخيم بأريزونا

كانت المجموعات الأباتشية وشعوب النافاجو جزءًا من هجرة أتاباسكان إلى قارة أمريكا الشمالية من آسيا، عبر مضيق بيرينغ من سيبيريا. مع انتقال الناس جنوبا وشرقا إلى أميركا الشمالية، انشقت الجماعات واختلفت وفقا للغة والثقافة بمرور الوقت. يعتقد بعض علماء الأنثروبولوجيا أن أباتشي ليبان ونافاجو دُفعوا جنوبًا وغربًا إلى ما هو الآن في نيو مكسيكو وأريزونا بفعل الضغط القائم عليهم من هنود السهول العظمى، مثل قبيلتي كومانشي وكيوا. كان من بين آخر هذه الانقسامات تلك التي أدت إلى تشكيل فرق أباتشية مختلفة واجهها الأوروبيون في وقت لاحق: مجموعات الأباتشي الجنوبية الغربية و النافاجو. على الرغم من تشكل كليهما من جنوب أتاباسكا، إلا أن النافاجو والأباتشي أصبحوا متمايزين ثقافيًا. 

### العلاقات بين الأباتشي والأوروبيين

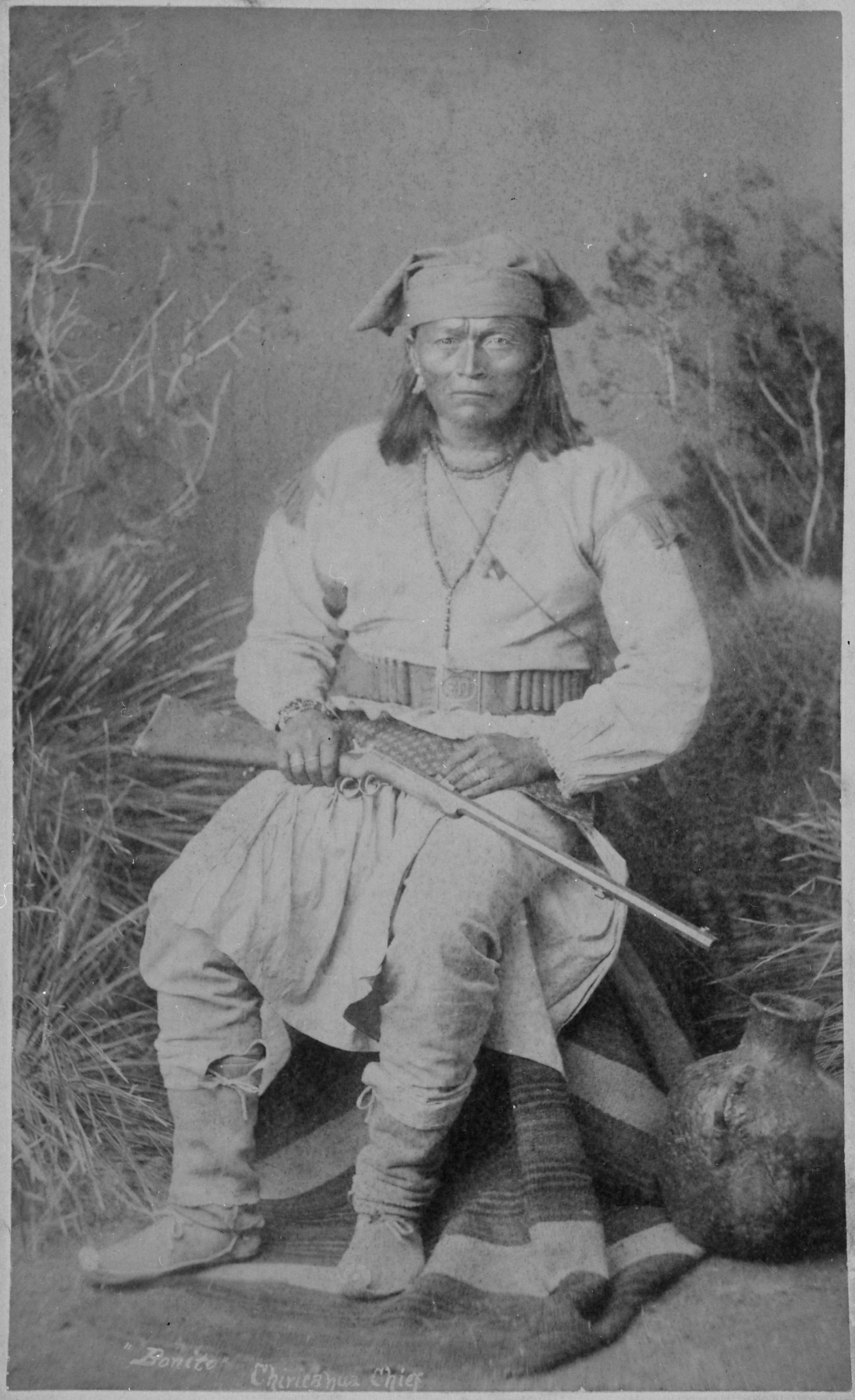
بونيتو قائد من شيريكاوا

منذ بداية العلاقات بين أوروبا وأميركا والأباتشي، كان هناك صراع بينهم، إذ كانوا يتنافسون على الأراضي والموارد الأخرى، وكان لديهم ثقافات مختلفة إلى حد بعيد. سبق مواجهتمها أكثر من 100 سنة من الاستعمار الإسباني والغارات المكسيكية وبناء مستوطنات في أراضي الأباتشي. كان مستوطنو الولايات المتحدة من القادمين الجدد للمنافسة على الأراضي والموارد في الجنوب الغربي، لكنهم ورثوا تاريخها المعقد، وجلبوا معهم مواقفهم الخاصة بشأن الهنود الأميركيين وكيفية استخدام الأرض. بموجب معاهدة غوادالوبي هيدالغو عام 1848، تحملت الولايات المتحدة المسؤولية عن منع ومعاقبة الغارات عبر الحدود من قبل الأباتشي الذين كانوا يهاجمون المكسيك.
كان نظرة الأباتشي إلى المستعمرين في الولايات المتحدة متضاربة، واعتبروهم في بعض الحالات حلفاء في السنوات الأولى ضد المكسيكيين. في عام 1852، وقعت الولايات المتحدة وبعض من الشيريكاوا معاهدة، إلا أنها لم تحظى بتأثير مديد. أثناء خمسينيات القرن التاسع عشر، بدأ عمال المناجم والمستوطنون الأميركيون في التحرك إلى إقليم شيريكاوا، بادئين عمليات الانتهاك التي تجددت في الهجرة إلى الجنوب الغربي من العقدين الماضيين.
أجبر ذلك الشعب الأباتشي على تغيير طابع حياتهم إلى بدو، أحرارًا على الأرض. الجيش الأميركي وأرغمهم على التقيد بحياة الحجز، على أرض لا تناسبهم بزراعة ما يكفيهم، والتي وصفتها الولايات المتحدة بأنها نموذج عن الحضارة. اليوم، يحرص الشيريكاوا على الحفاظ على ثقافتهم قدر الإمكان، في حين يعملون على صياغة علاقات جديدة مع الشعوب من حولهم. إن شيريكاوا ثقافة حية نابضة بالحياة، جزء من كامل أمريكا الأكبر ولكنه متميز بتاريخه وثقافته.

### العداوات

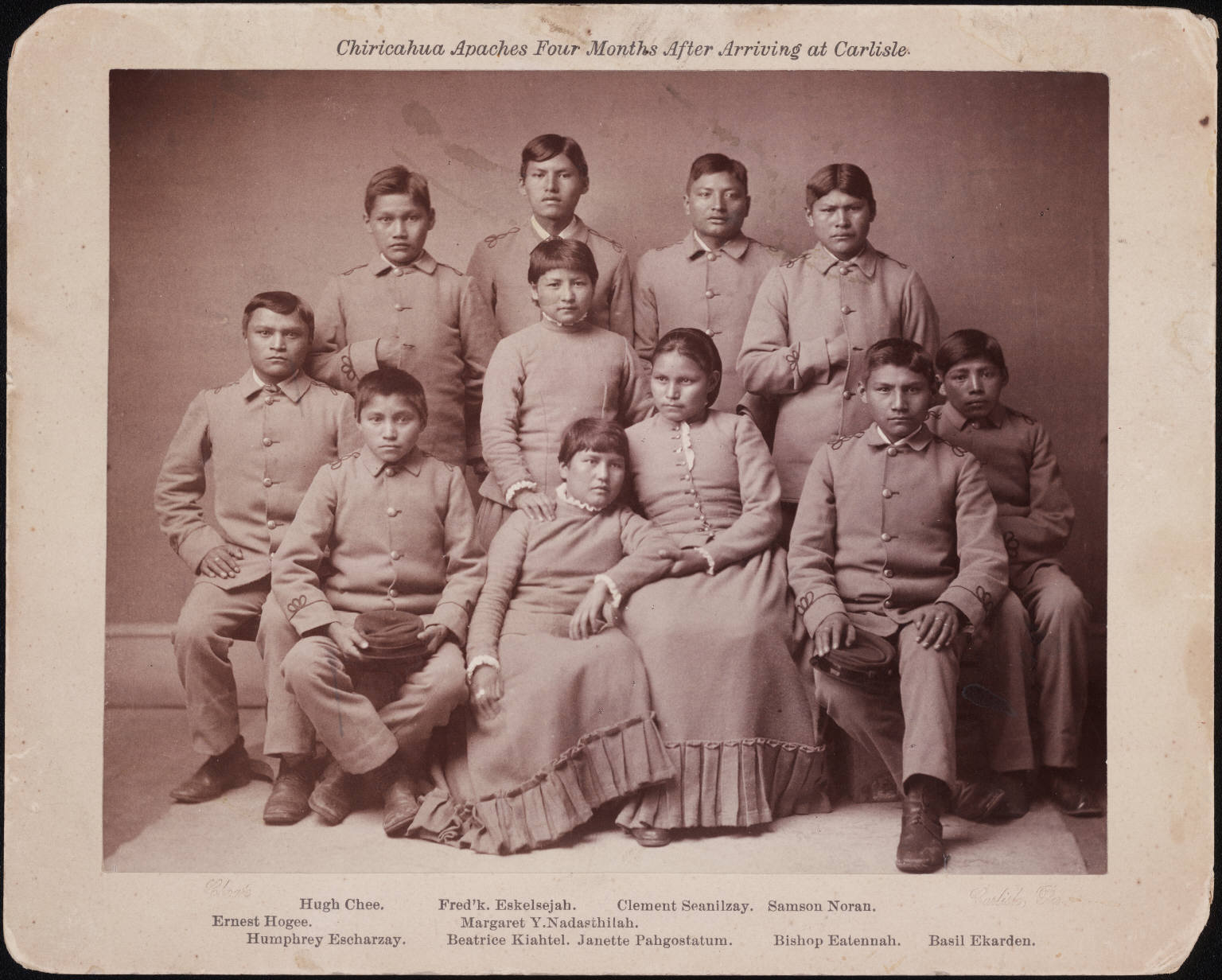
الشيريكاوا الأباتشي

رغم عيشهم بسلام مع أغلب الأميركيين في إقليم نيومكسيكو حتى عام 1860، أصبح الشيريكاوا أكثر عداءًا للزحف الأمريكي الغربي بعد وقوع عدد من الحوادث المستفزة بينهم.
في عام 1835، وضعت المكسيك جائزة على من يقدم فروة من رأس أحد الأباتشي، ما تسبب في تفاقم الوضع. في عام 1837، قتل سولدادو فييرو، المعروف أيضًا باسم «فويرته» وهو رئيس الميمبرنيوس في وورم سبرينغز ومعتدٍ معروف، على يد جنود مكسيكيين في بلدة يانوس (تبعد سفر يومين من سانتا ريتا ديل كوبري)، وخلفه ابنه كوشيلو نيغرو كرئيس، وذهب إلى الحرب ضد شيواوا من أجل الانتقام. في نفس العام 1837، دعا الأميركي جون (المعروف أيضًا باسم جيمس) جونسون الكوبرمين ميمبرنيوس في منطقة بينوس ألتوس للتعامل مع حزبه (بالقرب من المناجم في سانتا ريتا ديل كوبري في نيومكسيكو) إذ اجتمعوا حول بطانية وضعت عليها من أجلهم مادة بينولي (طحين ذرة مطحون)، فتح جونسون ورجاله النار على الشيهين بالبنادق ومدفع مخفي يحمل خردة من الحديد والزجاج وسلسلة طويلة. قتلوا نحو 20 من الأباتشي، فيهم رئيس الشرطة خوان خوسيه كومبا. ويقال إن زعيم القبيلة مانجاس كولوراداس شهد ذلك الهجوم، الذي ألهب رغبات محاربيه الأباتشي وغيرهم من أجل الانتقام لسنوات عديدة؛ وقاد الناجين إلى بر الأمان، ثم أخذ بثأر ميمبرنيو برفقة كوشيلو نيغرو. زعم المؤرخ ريكس دبليو. ستريكلاند أن الأباتشي جاؤوا إلى الاجتماع وفي نيتهم مهاجمة حزب جونسون، إلا أنهم أُخذوا على حين غرة. في عام 1839، استخدم روبرت مكنايت الصياد جيمس كيركر لإعادة فتح الطريق إلى سانتا ريتا ديل كوبري.
بعد انتهاء الحرب بين الولايات المتحدة والمكسيك (1848) وصفقة غادسدن (1853)، )، بدأ الأميركيون في الدخول إلى المنطقة بأعداد أكبر. وأدى ذلك إلى زيادة فرص الحوادث وسوء الفهم. على أية حال، لم يكن الأباتشي، بمن فيهم مانجاس كولوراداس وكوشيلو نيغرو، معادين للأمريكيين في البداية، معتبرين أنهم أعداء لأعدائهم المكسيكيين.
وقّع كل من كوشيلو نيغرو مع بونسي وديلغاديتو وفيكتريو وغيرهم من رؤساء ميمبرنيو معاهدة في فورت ويبستر في أبريل عام 1853، ولكن خلال ربيع عام 1857، بدأ الجيش الأمريكي حملة بقيادة الكولونيل بنجامين إل. إي. دي بونفيل، والكولونيل ديكسون إس. مايلز (على بعد 3 درجات من فورت ثورن)، والكولونيل ويليام دبليو. لورينغ (قائد فوج للبنادق المثبتة من ألبوكيرك)، ضد موجولون وكويتيرو أباتشي: اكتشف كشافة البويبلو الهنود الهجوم، وهجموا على مستوطنة للأباتشي في وادي لوس مويرتوس كارنيروس (25 مايو عام 1857)، حيث كان كوشيلو نيغرو بعض من ميمبرنيو أباتشي يستريحون بعد بعد غارة على النافاهوس. قتل بعض الأباتشي، بمن فيهم كوشيلو نيغرو نفسه.